# Wahlen im Kanton Bern 2026
Bei den Wahlen im Kanton Bern 2026 werden am 29. März 2026 die 160 Mitglieder des Grossen Rates (Parlament), die sieben Mitglieder des Regierungsrats (Regierung) und die 24 Mitglieder des Bernjurassischen Rates (Regionalparlament) für die Legislaturperiode 2026–2030 neu gewählt.

## Ausgangslage
Bei den Wahlen 2022 wurden mit Philippe Müller (FDP), Christoph Neuhaus (SVP), Pierre Alain Schnegg (SVP) und Astrid Bärtschi (Mitte) vier bürgerliche Kandidaten gewählt, wodurch die seit der Regierungsratsersatzwahl 2016 bestehende bürgerliche Mehrheit bestätigt wurde. Auf links-grüner Seite wurden Evi Allemann (SP), Christoph Ammann (SP) und Christine Häsler (Grüne) gewählt.

## Wahlverfahren
Das Wahlverfahren für den Grossen Rat, den Regierungsrat und den Bernjurassischen Rat ist im Gesetz über die politischen Rechte (PRG) geregelt.

### Grosser Rat
Der Grosse Rat besteht aus 160 Mitgliedern, die nach Proporz gewählt werden. Der Wahlkreis Berner Jura erhält unabhängig von der Bevölkerungszahl zwölf Sitze. Die übrigen acht Wahlkreise erhalten proportional zu ihrer Bevölkerungszahl Sitze. Bei der Sitzverteilung auf die Listen nach dem Hagenbach-Bischoff-Verfahren ist das jeweilige Wahlkreisergebnis massgebend, das gesamtkantonale Ergebnis spielt also keine Rolle. Listenverbindungen und Unterlistenverbindungen sind möglich, eine explizite Sperrklausel existiert nicht.

### Regierungsrat
Der Regierungsrat umfasst sieben Sitze, die nach dem Majorzwahlrecht vergeben werden. Im ersten Wahlgang ist gewählt, wer das absolute Mehr erreicht. Sollten nicht alle Sitze im ersten Wahlgang besetzt werden, findet ein zweiter Wahlgang statt, an dem alle Kandidaten teilnehmen können, die mindestens 3 % der Stimmen erzielt haben. Hier genügt das einfache Mehr, es sind also die Kandidaten mit den meisten Stimmen gewählt.
Eine Besonderheit stellt die von der Kantonsverfassung garantierte Minderheitenvertretung des Berner Juras dar. Dabei wird einer der sieben Sitze für französischsprachige Kandidaten mit Wohnsitz im Berner Jura reserviert. Unter den in Frage kommenden Kandidaten wird das geometrische Mittel aus dem gesamtkantonalen und dem regionalen Wahlergebnis ermittelt, um den reservierten Sitz zu besetzen. Auch hier ist im ersten Wahlgang das absolute Mehr erforderlich.

## Kandidaturen

### Grosser Rat
Wahllisten für den Grossen Rat können bis am 12. Januar 2026 eingereicht werden.

### Regierungsrat
Für den Regierungsrat können bis zum 26. Januar 2026 Wahlvorschläge eingereicht werden.